# Фронтоне
Фронтоне (итал. Frontone) — коммуна в Италии, располагается в регионе Марке, в провинции Пезаро-э-Урбино.
Население составляет 1365 человек (2008 г.), плотность населения составляет 38 чел./км². Занимает площадь 36 км². Почтовый индекс — 61040. Телефонный код — 0721.
Покровителем коммуны почитается святой Феодор Тирон, празднование 9 сентября.

## Демография
Динамика населения:

## Администрация коммуны
- Официальный сайт: https://web.archive.org/web/20100310155221/http://www.comunedifrontone.it/